# افرزن (برگن)
افرزن (به آلمانی: Eversen) یک منطقهٔ مسکونی در آلمان است که در برگن (منطقه سله) واقع شده‌است. افرزن ۱٬۴۲۶ نفر جمعیت دارد.